# Lophonectes
Lophonectes is een geslacht van straalvinnige vissen uit de familie van botachtigen (Bothidae).

## Soorten
- Lophonectes gallus Günther, 1880
- Lophonectes mongonuiensis (Regan, 1914)